# Euproctis mackwoodi
Euproctis mackwoodi är en fjärilsart som beskrevs av Collenette 1938. Euproctis mackwoodi ingår i släktet Euproctis och familjen tofsspinnare. Inga underarter finns listade i Catalogue of Life.